# مخملباف
مخملباف یک نام خانوادگی است. افراد شاخص با این نام از این قرارند:
- حنا مخملباف، کارگردان ایرانی
- سمیرا مخملباف، کارگردان، دستیار کارگردان و نویسنده ایرانی
- محسن مخملباف، نویسنده و کارگردان ایرانی
- میثم مخملباف، عکاس، فیلمبردار، تدوینگر، مستندساز و تهیه‌کننده ایرانی